# ريوسكي سينو
ريوسكي سينو (باليابانية: 妹尾 隆佑) (20 فبراير 1986 في أوكاياما في اليابان – )؛ هو لاعب كرة قدم ياباني سابق كان يلعب كلاعب وسط.

## وصلات خارجية
- ريوسكي سينو على موقع رابطة كرة القدم اليابانية للمحترفين (اليابانية)
- ريوسكي سينو على موقع قاعدة بيانات كرة القدم.إي يو (الإنجليزية)
- ريوسكي سينو على موقع Soccerway.com (الإنجليزية)
- ريوسكي سينو على موقع عالم كرة القدم.نت (الإنجليزية)